# Belenzada

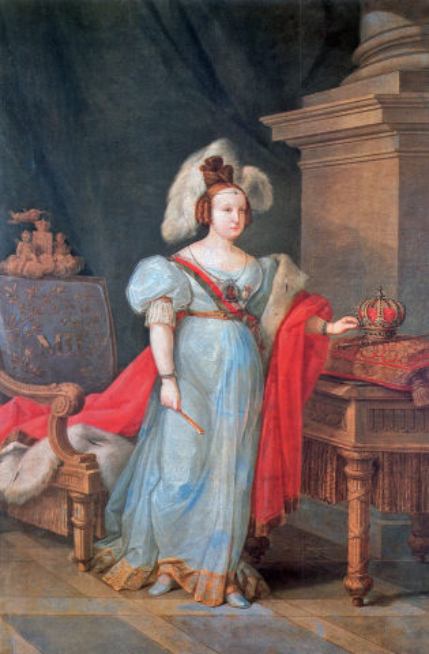
Portrait de Maria II de Portugal, 1834, par Joaquim Rafael. Dans la collection du Musée militaire de Lisbonne, Portugal.

La Belenzada est le nom qui désigne la contre-offensive des partisans chartistes, plutôt conservateurs, opposés à la constitution libérale septembriste au Portugal. Cette réaction se déroula dans la nuit du 4 au 5 novembre 1836. 
Cette vaine tentative de coup d'État se déroula presque exclusivement entre les murs du palais. Les principaux protagonistes en furent la reine Marie II de Portugal et ses conseillers les plus proches avec l'appui d'António José de Sousa Manoel de Menezes Severim de Noronha, le Duc de Terceira. Ce n'était pas la première tentative contre le gouvernement septembriste: le 18 septembre, 27 membres de la Chambres de Pairs s'étaient déjà opposés à l'orientation trop libérale de la constitution. Le 5 octobre, le 5e bataillon des chasseurs avait tenté une contre-révolution. 
Après des élections fortement contestées, en juillet 1836, les députés de Porto, membres de l'opposition de gauche au gouvernement chartiste du Duc de Terceira sont reçus comme des héros à Lisbonne le 9 septembre. Ils obtiennent le soutien de la garde nationale. La reine est obligée, à contrecœur, de défaire le gouvernement et d'appeler au pouvoir l'opposition de gauche. Leur objectif est de révoquer la Charte constitutionnelle de 1826 et de convoquer une assemblée constituante. 
Dans un contexte politique européen troublé, les capitales déjà alertées par un mouvement identique en Espagne (la révolte de Granja) entrent en panique après cette révolution au Portugal. L'Angleterre envoie immédiatement un convoi de troupes qui stationne dans l'estuaire du Tage prêtes à débarquer et à protéger la famille royale. 
Se sentant en sécurité, la reine se retire à Belém, réunit les ministres dans la nuit du 4 au 5 novembre 1836 et défait le gouvernement. Cette même nuit elle fait proclamer dans les environs du palais de Belém la restauration de la Charte constitutionnelle. Ce Coup d'État circonscrit autour de Belém, prit donc le nom de Belenzada.
La reine s'empresse de nommer un nouveau ministère présidé par José Bernardino de Portugal e Castro, 5e marquis de Valença, qui détient aussi le poste de ministre des Affaires étrangères. 
En apprenant ce qui se passe, Manuel da Silva Passos s'enquiert aussitôt de connaître la position de la Garde nationale. Voyant cet appui garanti, le gouvernement septembriste refuse la décision de la reine. Celle-ci abandonne, renvoie le marquis de Valença, qui n'aura gouverné qu'un jour, et rentre à Lisbonne.
Le même jour, la reine nomme Bernardo de Sá Nogueira de Figueiredo comme chef du gouvernement septembriste. Celui-ci nomme aussitôt à ses côtés Vieira de Castro et Manuel da Silva Passos. 
L'intervention de la marine anglaise, venue pourtant protéger la reine, explique en partie l'échec de cette révolution de palais. En réalité cela ne fit qu'irriter les propres partisans chartistes.